# امینه اینلوز
امینه اینلوز پژوهشگر، مترجم، استاد دانشگاه و سخنران آمریکایی است که از مسیحیت به تشیع گرویده است.

## زندگی نامه
امینه اینلوز در جنوب ایالت کالیفرنیا متولد و بزرگ شد و از دوران دبیرستان به مطالعه درباره ادیان علاقه‌مند شد. وی پس از آشنایی اولیه با اسلام شروع به مطالعه چندین کتاب اسلامی از جمله کتاب قرآن کرد.

## تالیفات
امینه اینلوز در مقاله‌ای به بررسی مشکلات زنان آمریکایی و کانادایی پس از ایمان آوردن به شیعه پرداخته و سپس از آن‌ها خواست درباره این‌که چرا به‌رغم این مشکلات تصمیم به ایمان آوردن به اسلام شیعی بکنند، توضیح دهند. افراد مورد مطالعه تحقیقات عقلانی و جستجوی معنویت را به عنوان مهم‌ترین عوامل روی آورد به اسلام شیعی ذکر کرده بودند.

### تالیفات انگلیسی
- The Queen of Sheba in Shi'a Hadith, in Journal of Shi'a Islamic Studies, vol. 5, no. 4 (2012)[۲]
- Conversion to Twelver Shi‘ism among American and Canadian women,  in Studies in Religion (forthcoming)by A. Inloes and L. Takim.[۲]
- Mukhtar al-Thaqafi: Character versus Controversy, in the Journal of Shi'a Islamic Studies (Volume 2, 2009)[۲]
- Review of The Shi'a Revival in the Journal of Shi'a Islamic Studies (Volume 4, 2008)[۲]
- The Tragedy of Karbala A Dramatic Interpretation of the Epic of Imam Husain (A).[۲]

### ترجمه متون
- Mulla Muhsin Fayd Kashani[۲]
- Spiritual Mysteries and Ethical Secrets: A Translation of al-Haqa'iq fi Makarim al-Akhlaq, tr. A. Inloes, N. Virjee, and M. Tajri (London: ICAS Press, 2012)[۳]